# Pascal Deramé
Pascal Deramé (ur. 25 lipca 1970 w Nantes) – francuski kolarz szosowy, wicemistrz świata.

## Kariera
Największy sukces w karierze Pascal Deramé osiągnął w 1994 roku, kiedy reprezentacja Francji w składzie: Jean-François Anti, Dominique Bozzi, Pascal Deramé i Christophe Moreau zdobyła srebrny medal w drużynowej jeździe na czas podczas mistrzostw świata w Agrigento. Był to jednak jedyny medal wywalczony przez niego na międzynarodowej imprezie tej rangi. Ponadto w 1993 roku wygrał wyścig Bordeaux-Saintes, w 1994 roku był najlepszy w Tour du Finistère, a w 2002 roku wygrał Grand Prix de Lillers-Souvenir Bruno Comini. Czterokrotnie startował w Tour de Pologne, najlepszy wynik osiągając w 1998 roku, kiedy zajął 84. miejsce w klasyfikacji generalnej. W 2001 roku wystartował także w Giro d'Italia, ale nie ukończył rywalizacji. Nigdy nie wystąpił na igrzyskach olimpijskich. W 2002 roku zakończył karierę.